# Star Wars (videogioco 1991)
Star Wars è un videogioco basato sul film Guerre Stellari, capostipite della serie omonima. È stato pubblicato da Victor Interactive Software per Famicom in Giappone il 15 novembre 1991 e da JVC Musical Industries per Nintendo Entertainment System in Nord America. In Europa è stato distribuito soltanto il 26 marzo 1992 da Lucasfilm.
Del gioco sono state pubblicate anche due versioni per console portatili, che hanno portato a un'uscita anche su Game Boy (1992) e Game Gear (1993). È stata infine pubblicata anche una versione per Sega Master System.
Il gioco è stato seguito da Star Wars: The Empire Strikes Back del 1992. Un suo remake, Super Star Wars, è stato pubblicato per Super Nintendo.

## Modalità di gioco
Il gioco si basa essenzialmente sulla trama di Una nuova speranza. Il giocatore inizialmente impersona Luke Skywalker, che deve pilotare un landspeeder sul pianeta Tatooine salvando R2-D2 dalle grinfie di un Sandcrawler, Obi-Wan Kenobi da una caverna e Ian Solo dal bar di Mos Eisley.
Tra i personaggi contro i quali combattere ci sono gli stormtrooper, i sabbipodi e molti altri provenienti dal film.
Dopo aver radunato i personaggi principali, il giocatore può guidare il Millennium Falcon attraverso un campo di asteroidi verso la Morte Nera. L'obiettivo finale del gioco è quello di distruggere il raggio traente, salvare la principessa Leila Organa dal blocco di detenzione e, infine, far esplodere la Morte Nera.
Nella versione per Game Gear ci sono alcuni livelli esclusivi.
Ogni personaggio ha alcune caratteristiche peculiari. Ian e Leila possono essere usati al posto di Luke, ma a differenza di quest'ultimo, dispongono solo di una vita a testa. Non compare mai Chewbecca, che viene soltanto menzionato in alcuni passaggi.